# Britta Phillips
Britta Phillips est une chanteuse, compositrice, productrice de disques et actrice américaine née le 11 juin 1963.
La carrière musicale de Britta Phillips s'étend sur plus de 30 ans. Elle s'est fait connaître au milieu des années 1980 en tant que doubleuse du personnage principal de la série télévisée d'animation Jem. Elle est membre du groupe Luna et de Dean & Britta.
En tant qu'actrice, Britta Phillips a notamment joué dans la comédie dramatique Satisfaction de 1988.

## Débuts
Britta Phillips est née à Boyne City dans le Michigan mais a grandi dans le comté de Bucks en Pennsylvanie. Son père, Peter Phillips, était musicien et auteur-compositeur, notamment de jingles. Il a également travaillé sur plusieurs pièces de Broadway. À l'âge de 19 ans, Britta Phillips déménage à Brooklyn, dans l'État de New York, pour poursuivre une carrière musicale. En 1985, son père lui obtient une audition pour le rôle de Jem.